# Bürberg

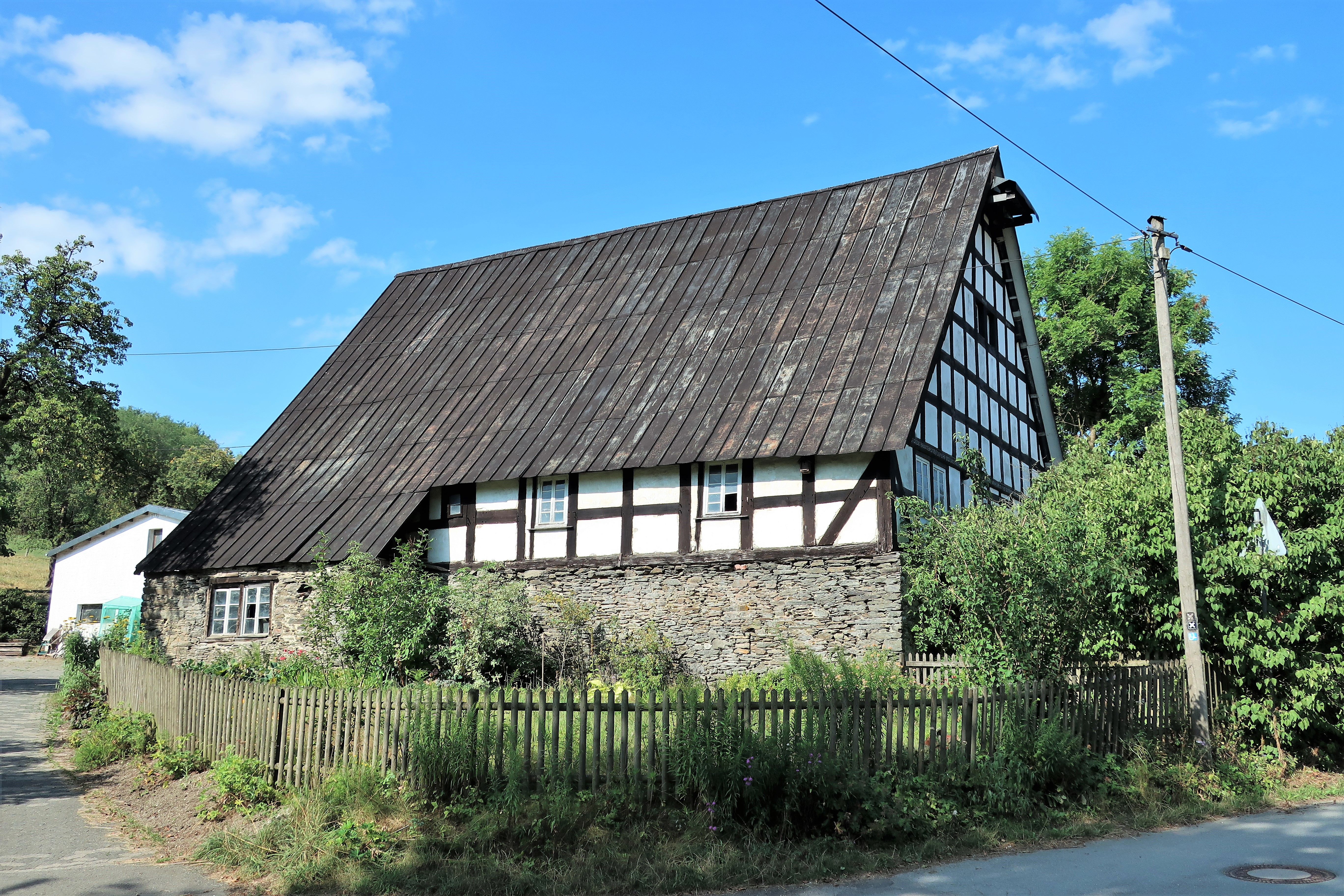
Baudenkmal Rinscheid

Bürberg ist ein Ortsteil der Stadt Attendorn im Kreis Olpe (Nordrhein-Westfalen) und hat 40 Einwohner (Stand 30. Juni 2024).

## Geografie
Bürberg mit Unterdorf und Oberdorf liegt südlich des Kernortes Attendorn und östlich des Biggesees. Nordöstlich vom Ort liegt Berlinghausen und südwestlich Bremge/Biggesee. Höchste Erhebungen sind der Buchhagen (459 m) und Auf der Höh (428 m). Südöstlich unterhalb von Bürberg am Bremgebach befinden sich Reste der ehemaligen Turmhügelburg Attendorn aus dem 13. Jahrhundert.

## Geschichte
Bürberg wurde urkundlich erstmals im Jahre 1383 mit Herbord von Burberg erwähnt. Der Ortsname mit seinem Grundwort -berg und dem Bestimmungswort bür (Gemach, Wohnsitz, Haus) kann als Berg bei den Häusern gedeutet werden.
Politisch gehörte Bürberg ehemals im Kirchspiel Helden zur Bauerschaft Bremge. Im Schatzungsregister von 1543 wird im Kirspell Hilden in der Bauerschaft Bremeken mit 7 Steuerpflichtigen ein Johann Hette (Hütte) mit einer Abgabe von 3 Goldgulden genannt, außerdem ein als arm bezeichneter Adam Hutte. Der Besitz des Johann Hütte muss sich später vergrößert haben, denn 1565 wurde er mit 5 Goldgulden besteuert.
Johanns Sohn Peter Hütte war 1563 Darlehnsgeber und bis 1603 mehrfach Käufer von Ländereien und Wäldern in der Umgebung. 1601 belehnt die Drolshagener Äbtissin Eva von Plettenberg Peter Hütte mit einem 6 Malterscheid großen Hageberg am Kohlhagen. Als Peters Tochter Anna 1617 heiratet, bekam sie einen Brautschatz in Höhe von drittehalb hundert (250) Taler. In einem Heiratsvertrag von 1618 zeugt Johann Cleve zu Bürberg als Setzgenosse des Amtes Bilstein. Am 2. Juli 1623 wird Hutte zu Burbergh in einer Urkunde des Klosters Ewig als Zeuge genannt. Auf einer der Kirchenbänke von 1678 in der Heldener Pfarrkirche St. Hippolytus ist bis heute der Name Jacob Bürberg erhalten geblieben.
Im Jahre 1814 tauschen der Freiherr Friedrich Leopold von Fürstenberg und Wilhelm Cordes gen. Kliewe zu Bürberg den Bausenberg gegen den Berg im Warmenstück. Zwei Stollen mit Schieferabbau soll es einige Zeit rechts vom Weg nach Bürberg gegeben haben.
In der ersten Hälfte des 19. Jahrhunderts wanderten insgesamt drei Familien aus Bürberg nach Amerika aus: Familie Kaspar Rinscheid gen. Bürberg (1836), Familie Kaspar Kühn gen. Juncker (1845) und Familie Josef Wintersohl (1845). Der Pfarrer Franz Wintersohle wurde am 25. Oktober 1877 in Bürberg geboren. Er wirkte als Pfarrer in Clarholz bei Wiedenbrück. Ebenfalls stammte der bekannte Kohlhagener Pfarrer Joseph Rinscheid aus Bürberg. Er wurde hier am 25. Mai 1880 als Sohn des Landwirts Franz Anton Rinscheid und seiner Frau Mina geb. Leowald geboren. Nach Aufzeichnungen von Johannes Leowald (1837–1924) aus Bremge gab es in Bürberg neun Häuser, und zwar von den Familien: Emmerich Heller, Peter Junge, Josef Schwane, Franz Anton Rinscheid, Franz Wintersohle, Kaspar Bayer, Johann Rinscheid (2 Häuser) und Josef Rinscheid.
In Bremge gab es ab Anfang des 19. Jahrhunderts eine einklassige Schule für die Kinder aus Bremge, Bürberg, Imminghausen und Ackerschott. Bis zum Jahre 1909 gehörten Bremge und Bürberg zur Pfarrei Helden, danach wurden sie in die Pfarrei Attendorn aufgenommen und der Filialgemeinde Listernohl einverleibt. Eine Wohltat für die hiesigen Bewohner, sie konnten nun den weit kürzeren und besseren Weg nach Listernohl an Sonn- und Feiertagen zur Kirche gehen. Der Besitzer des Junkeren Gutes in Bürberg Franz Josef Kühn verlässt 1879 den Hof und kaufte für 12.000 Taler den untersten Hof in Ackerschott.
Es gab 1936 in Bürberg 8 Wohnhäuser mit 9 Haushaltungen und 54 Einwohner. Das Adressbuch von 1938 führt in Bürberg die Namen „Bayer (3), Grosa, Heller (2), Junge (2), Leowald, Rinscheid (6), Rüenauwer und Schwane (3)“. 1988 hatte das Dorf 37 Einwohner.
Die Heidenstraße, ein jahrhundertealter Heer- und Handelsweg von Leipzig nach Köln, im Mittelalter auch Pilgerweg, führte durch Bürberger Gebiet.
Im 20. Jahrhundert gehörte Bürberg zur Gemeinde Helden, die im Rahmen der kommunalen Neugliederung 1969 teilweise in die Stadt Attendorn eingegliedert wurde.
Oberhalb von Bürberg führt der „Bigge-Lister-Wanderweg“ (Rund-Wanderweg) vorbei.
Das historische Fachwerkhaus Rinscheid, Unterdorf 16, ist ein Attendorner Baudenkmal.